# Orchestre de chambre Jean-François Paillard
L'Orchestre de chambre Jean-François Paillard est un orchestre de chambre français créé à Paris en 1959 par Jean-François Paillard. Il succède à l'Ensemble instrumental Jean-Marie Leclair fondé en 1953 par le même chef. Il est dissous à la fin de l'activité de Jean-François Paillard.
L'orchestre, à l'initiative de son chef, interprète principalement des oeuvres de la musique baroque française et italienne. Dès 1953, il réalise un premier enregistrement pour la firme Erato qui le propulse parmi les meilleurs ensembles parisiens. Un contrat pour l'enregistrement de 5 disques par an, signé avec la firme Erato hisse cet orchestre parmi les plus fameux de France puis d'Europe.
Sa collaboration avec les plus grands solistes français, tels le trompettiste Maurice André, le flûtiste Jean Pierre Rampal ou l'organiste Marie Claire Alain lui permet de se produire sur les plus grands scènes mondiales. 
L'orchestre s'intéresse également à  la musique moderne française (Claude Debussy). Il crée des œuvres de Charles Chaynes (Irradiations, 1974), Francis Miroglio, Tristan Murail et Michel Zbar,.
Les principaux postes de l'orchestre ont été tenu par des pointures internationales, tel les violonistes Huguette Fernandez ou Gérard Jarry
Il est dissous en 2007, à la retraite de son chef. On lui doit plus de 300 enregistrements, dont la plupart sont encore édités aujourd'hui par la firme Erato.